# Carlos Manuel de Oliveira Magalhaes
Carlos Manuel de Oliveira Magalhaes, más conocido como Litos (nacido el 26 de febrero de 1974 en Oporto), es un exfutbolista portugués. 

## Palmarés
- SuperLiga (1): 2000-01
- Copa de Portugal (1): 1996-97.
- Supercopa de Portugal (1): 1996-97.
- Copa Intertoto de la UEFA (1): 2002-03

## Clubes
| Club                 | País                | Año       |
| -------------------- | ------------------- | --------- |
| SC Campomaiorense    | Bandera de Portugal | 1992-1993 |
| Boavista FC          | Bandera de Portugal | 1993-1994 |
| GD Estoril Praia     | Bandera de Portugal | 1993-1994 |
| Rio Ave FC           | Bandera de Portugal | 1994-1995 |
| Boavista FC          | Bandera de Portugal | 1995-2001 |
| Málaga CF            | Bandera de España   | 2001-2006 |
| Académica de Coimbra | Bandera de Portugal | 2006-2007 |
| Red Bull Salzburg    | Bandera de Austria  | 2008      |

- Datos: Q2939405